# 卢瓦河畔克卢瓦
卢瓦河畔克卢瓦（法語：Cloyes-sur-le-Loir，法語發音：[klwa syʁ lə lwaʁ]）是法国厄尔-卢瓦省的一个旧市镇，位于该省南部，属于沙托丹区。2017年1月1日，卢瓦河畔克卢瓦和相邻的另外8个市镇合并为新市镇克卢瓦三河镇（Cloyes-les-Trois-Rivières），卢瓦河畔克卢瓦为政府驻地。

## 地理
卢瓦河畔克卢瓦（47°59'49"N, 1°14'6"E）面积19.85 平方千米，位于法国中央-卢瓦尔河谷大区厄尔-卢瓦省，该省份为法国北部内陆省份，北起顺时针与厄尔省、伊夫林省、埃松省、卢瓦雷省、卢瓦-谢尔省、萨尔特省和奧恩省接壤。
与卢瓦河畔克卢瓦接壤的市镇（或旧市镇、城区）包括：圣让弗鲁瓦芒泰勒、维勒布。
卢瓦河畔克卢瓦的时区为UTC+01:00、UTC+02:00（夏令时）。

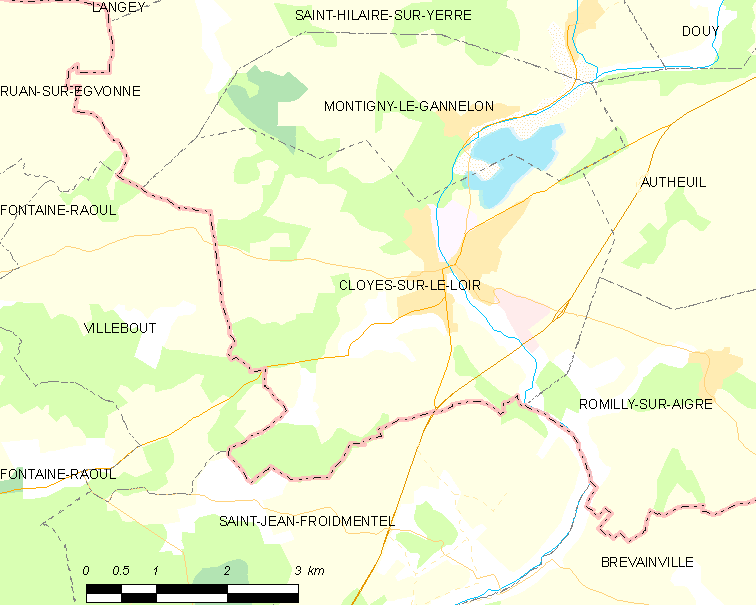
卢瓦河畔克卢瓦的OSM定位图

## 行政
卢瓦河畔克卢瓦的邮政编码为28220，INSEE市镇编码为28103。

## 政治
卢瓦河畔克卢瓦所属的省级选区为布鲁县。

## 人口

1962-2008年间卢瓦河畔克卢瓦人口变化图示

卢瓦河畔克卢瓦于2018年1月1日时的人口数量为2690人。